# Cute Is What We Aim For
I Cute Is What We Aim For sono un gruppo musicale statunitense formatasi nel 2005 a Buffalo. Dopo aver debuttato con The Same Old Blood Rush with a New Touch, il 2 luglio 2008 hanno pubblicato Rotation.

## Formazione

### Formazione attuale
- Shaant Hacikyan – voce (2005-presente)
- Jeff Czum – chitarra, pianoforte, voce secondaria (2005-2009, 2012-presente)

### Ex componenti
- Tom Falcone – batteria (2005-2008, 2012-2014)
- Fred Cimato – basso (2005-2007, 2007-2008, 2012-2013)
- Jack Marin – basso (2005)
- Dave Melillo – chitarra, basso (2005-2009)
- Rob Neiss – batteria (2005)
- Mike Lasaponara – batteria (2008-2009)
- Donnie Arthur – basso (2006)

## Discografia

### Album in studio
- 2006 – The Same Old Blood Rush with a New Touch
- 2008 – Rotation

### Singoli
- 2006 – There's a Class for This
- 2007 – The Curse of Curves
- 2007 – Newport Living
- 2008 – Practice Makes Perfect
- 2008 – Navigate Me
- 2008 – Doctor
- 2008 – Harbor
- 2011 – He Went from a 'F*ck Up' to a 'Stand Up' Kid
- 2012 – Titanic
- 2013 – A Closed Mind WITH an Open Mouth